# Chlorogomphus infuscatus
Chlorogomphus infuscatus is een echte libel (Anisoptera) uit de familie van de Chlorogomphidae.
De wetenschappelijke naam van de soort werd in 1930 gepubliceerd door James George Needham.